# Église Saint-Pierre de Veuil
Pour les articles homonymes, voir Église Saint-Pierre et Saint Pierre.
L'église Saint-Pierre de Veuil est une église catholique française. Elle est située sur le territoire de la commune de Veuil, dans le département de l'Indre, en région Centre-Val de Loire.

## Situation
L'église se trouve dans la commune de Veuil, au nord du département de l'Indre, en région Centre-Val de Loire. Elle est située dans la région naturelle du Boischaut Nord. L'église dépend de l'archidiocèse de Bourges, du doyenné du Boischaut Nord et de la paroisse de Valençay.

## Histoire
L'église fut construite entre le XIe siècle et le XIXe siècle. L'édifice est inscrit au titre des monuments historiques, le 26 janvier 1927.